# معاهدة غين
معاهدة غين (بالإنجليزية: Treaty of Guînes)‏ معاهدة عقدت في 6 أبريل/نيسان 1354 في مدينة غين الفرنسية بعد مفاوضات بين فرنسا وإنجلترا في محاولة لإنهاء حرب نشبت بين البلدين عام 1337 واستمرت أكثر من مئة عام بشكل متقطع. كان من المفترض أن يقوم ملكا البلدين بإعلان المعاهدة، فقد كانت هذه المعاهدة بمثابة هدنة. أستؤنفت الحرب حتى عام 1355 حين انقلب الملك الفرنسي جون الثاني ضد مسودة المعاهدة. توقف القتال مجددًا مؤقتا عام 1360، ثم استؤنف مرة أخرى عام 1369، ولم تنته الحرب إلا في عام 1453 أي بعد 99 عامًا من توقيع المعاهدة.